# Headstrong
Headstrong è l'album di debutto di Ashley Tisdale, una delle star del film High School Musical. L'album è uscito il 6 febbraio 2007 per mezzo della Warner Bros. Records, e ha debuttato alla posizione numero 5 della classifica Billboard 200 con 64.000 copie vendute. È stato successivamente certificato disco d'oro negli Stati Uniti per aver venduto più di 500.000 copie. Ha ricevuto la stessa certificazione anche in Irlanda, per aver venduto oltre 7.500 copie.
Il 25 dicembre 2006 è stato pubblicato il singolo Be Good to Me, che ha riscosso un discreto successo nel Nordamerica e in Europa. Nel settembre 2007 è stato pubblicato il secondo singolo estratto, He Said She Said. L'album è stato invece messo in commercio il 6 febbraio 2007. Sono stati estratti due altri singoli, Not Like That e Suddenly. In Brasile ha venduto circa 40.000 copie.
L'album contiene quattordici tracce nella sua edizione standard, di cui quattro cover: Love Me for Me del gruppo sudafricano Jamali, Unlove You di Sarah Hudson, Don't Touch (The Zoom Song) e Goin' Crazy. Nell'ottobre del 2009 l'album arriva a superare le 2.000.000 di copie vendute in tutto il mondo.

## Tracce
1. Intro (Jack D. Elliot) - 1:04
2. So Much for You (Adam Longlands, Lauren Christy, Scott Spock, Graham Edwards) - 3:05
3. He Said She Said (Jonathan Rotem, Evan Bogart, Ryan Tedder) - 3:08
4. Be Good to Me (con David Jassy) (Kara DioGuardi, David Jassy, Joacim Persson, Niclas Molinder) - 3:33
5. Not Like That (Ashley Tisdale, Joacim Persson, Niclas Molinder, Pelle Ankarberg, David Jassy) - 3:01
6. Unlove You (Guy Roche, Shelly Peiken, Sarah Hudson) - 3:29
7. Positivity (Guy Roche, Shelly Peiken, Samantha Jade) - 3:46
8. Love Me for Me (Diane Warren) - 3:46
9. Goin' Crazy (Joacim Persson, Niclas Molinder, Pelle Ankarberg, Celetia Martin) - 3:09
10. Over It (Ashley Tisdale, Bryan Todd, Michael Smith) - 2:54
11. Don't Touch (The Zoom Song) (Adam Anders, Nikki Hassman, Rasmus Bille Bahncke, Rene Tromborg) - 3:12
12. We'll Be Together (Shelly Peiken) - 4:00
13. Headstrong (Adam Longlands, Lauren Christy, Scott Spock, Graham Edwards) - 3:11
14. Suddenly (Ashley Tisdale, Janice Robinson) - 3:39

Tracce bonus (Wal-Mart e Australia)
----15.--Who I Am (Bryan Todd, Anton Bass, Michael Smith) - 3:19

----16.--It's Life (Ashley Tisdale, Shelly Pieken, Mark Ford Hammond) - 3:48
Tracce bonus (edizione esclusiva di iTunes ed Europa - senza intro)
----14.--I Will Be Me (Bryan Todd, Michael Smith, Sean Holt, TJ Stafford) - 3:16

----15.--He Said She Said (Karaoke) - 3:08

----16.--Be Good to Me (Karaoke) - 3:14
Traccia bonus (Giappone)
----15.--Be Good to Me (THC-Sukarufati Radio Edit Club Remix) (Kara DioGuardi, David Jassy, Joacim Persson, Niclas Molinder) - 5:49

## Classifiche
| Classifica (2007) | Posizione massima |
| ----------------- | ----------------- |
| Australia         | 80                |
| Italia            | 32                |
| Francia           | 22                |
| Austria           | 21                |
| Germania          | 33                |
| Irlanda           | 16                |
| Nuova Zelanda     | 22                |
| Regno Unito       | 155               |
| Stati Uniti       | 5                 |
| Svizzera          | 98                |